# Loosbroek
Loosbroek est un village situé dans la commune néerlandaise de Bernheze, dans la province du Brabant-Septentrional. Le 1er janvier 2011, le village comptait 1 266 habitants.